# دهویه (بخش مرکزی استهبان)
دهویه ، روستایی از توابع بخش مرکزی شهرستان استهبان در استان فارس ایران است.

## جمعیت
این روستا دارای ۱۴۸خانوار می‌باشد. دهویه ۴۵۴ نفر جمعیت دارد. این روستا دارای یکی از جذابه‌های گردشگری شهرستان استهبان نیز می‌باشد